# Nanometr
Nanometr (symbol: nm) – podwielokrotność metra, podstawowej jednostki długości w układzie SI. Jest to jedna miliardowa metra, czyli jedna milionowa milimetra. Jeden nanometr równa się zatem 10−9 m. W notacji naukowej można go zapisać jako 1 E-9 m oznaczający 0,000 000 001 × 1 m. Rzadko stosowana jest również stara nazwa milimikron.
Jednostka ta jest wygodna do opisywania odległości w skali cząsteczek oraz długości fal światła widzialnego (ok. 400–700 nm) oraz UV (< 400 nm) i bliskiej podczerwieni (>700 nm).

## Porównanie jednostek
- 1 nm = 0,001 μm = 0,000 000 001 m = 10−9 m
- 1 nm = 1000 pm
- 1 nm = 10 Å